# Joy to the World
Joy to the World è un celebre canto natalizio tradizionale composto nel 1719 da Isaac Watts (1674–1748), scrittore di inni inglese, che riadattò un Salmo su Re Davide - Salmo 97 (98). La melodia è basata sul “Messiah” del compositore tedesco Georg Friedrich Händel (1685–1759), poi arrangiata nel 1836 da Lowell Mason (1792–1872).

## Testo
Il brano è cristiano: la “gioia” (joy to the world) a cui fa riferimento il titolo non è quella per l'arrivo del Messia, come suggerirebbe il contesto dei canti natalizi, bensì quello della seconda venuta, nota con il termine di parusia, o ritorno trionfale di Gesù alla fine dei tempi.
Joy to the world! the Lord is come;

Let earth receive her King;

Let every heart prepare him room,

And heaven and nature sing,

And heaven and nature sing,

And heaven, and heaven, and nature sing.
Joy to the world! the Saviour reigns;

Let men their songs employ;

While fields and floods, rocks, hills, and plains

Repeat the sounding joy,

Repeat the sounding joy,

Repeat, repeat the sounding joy.
No more let sins and sorrows grow,

Nor thorns infest the ground;

He comes to make His blessings flow

Far as the curse is found,

Far as the curse is found,

Far as, far as, the curse is found.
He rules the world with truth and grace,

And makes the nations prove

The glories of His righteousness,

And wonders of His love,

And wonders of His love,

And wonders, wonders, of His love.

## Versioni discografiche
Numerose sono le interpretazioni del brano da parte di cantanti moderni. Tra questi ricordiamo: Whitney Houston, i Boney M, Michael Bolton, Mariah Carey (la canzone fa parte del suo album Merry Christmas del 1994), Neil Diamond, Plácido Domingo, Mahalia Jackson, The Kelly Family (in Christmas all Year del 1981), Mario Lanza, Dolly Parton, Train, Sufjan Stevens (Songs for Christmas), Piccoli Cantori di Torino (in Canti natalizi da tutto il mondo del 1994).
Ne esiste anche una parodia scolastica, Joy to the World, Our Teacher's Dead.